# Lanterns (série de televisão)
Lanterns é uma futura série de televisão americana baseada nas histórias da DC Comics, apresentando os Lanternas Verdes Hal Jordan e John Stewart. Produzida pela DC Studios e pela Warner Bros. Television, será a terceira série de televisão do Universo DC (DCU). Ela apresenta Jordan e Stewart investigando um mistério na Terra. Chris Mundy atua como showrunner.
Kyle Chandler e Aaron Pierre, respectivamente, estrelam como Hal Jordan e John Stewart, ao lado de Kelly Macdonald. Greg Berlanti começou a desenvolver uma série de televisão do Lanterna Verde, focada em vários Lanternas Verdes além de Jordan e Stewart, em outubro de 2019. Depois que James Gunn e Peter Safran se tornaram co-CEOs da DC Studios em outubro de 2022, a série foi redesenvolvida para focar em Jordan e Stewart. Isso foi anunciado em janeiro de 2023, junto com o estilo de história de detetive da série que foi inspirado na série True Detective (2014–presente). O envolvimento de Mundy foi confirmado em meados de 2024, quando a série foi encomendada pela HBO. James Hawes foi contratado para dirigir os dois primeiros episódios em outubro, quando Chandler e Pierre foram escalados. As filmagens estão ocorrendo em Los Angeles de fevereiro a julho de 2025.
Lanterns estreará na HBO no início de 2026 e terá oito episódios. Fará parte do Capítulo Um do DCU: Deuses e Monstros.

## Enredo
Lanternas Verdes são heróis intergalácticos que usam anéis que lhes dão poderes extraordinários. A série segue o experiente Lanterna Hal Jordan e o novo recruta John Stewart enquanto eles investigam um mistério na Terra.

## Elenco

### Principal
- Kyle Chandler como Hal Jordan:
Um ex-piloto de testes e Lanterna Verde experiente que está se aproximando da aposentadoria.[3][4] Os escritores se inspiraram para o personagem na interpretação de Chuck Yeager feita por Sam Shepard no filme Os Eleitos (1983). O Showrunner Chris Mundy sentiu que Chandler tinha as mesmas qualidades, bem como um humor seco que eles achavam importante para Jordan.[4]
- Aaron Pierre como John Stewart:
Um novo recruta dos Lanternas Verde que Jordan está treinando para substituir a si mesmo.[5][4] Mundy disse que o personagem era um fuzileiro naval e um artista, e sentiu que Pierre poderia retratar ambos os aspectos. Ele disse que Pierre era um "ator de teatro sério, mas também parece ter sido construído em um laboratório para ser uma estrela de ação".[4]
- Kelly Macdonald como Kerry: Uma xerife profundamente devotada à sua família e à cidade unida.[6]

### Recorrente
- Garret Dillahunt como William Macon: um cowboy moderno que esconde sua personalidade "hipócrita e conspiratória" por trás de uma fachada charmosa.[7]
- Poorna Jagannathan como Zoe: Uma mulher que é "tão composta e astuta [quanto] os homens influentes ao seu redor".[8]
- Ulrich Thomsen como Sinestro: Um ex-membro desonesto da Tropa dos Lanternas Verdes que é "implacável, mas inegavelmente charmoso"[9]
- Nicole Ari Parker como Bernadette: A mãe do Stewart[10]

## Episódios
| N.º | Título | Dirigido por | Escrito por                            | Exibição original |
| --- | ------ | ------------ | -------------------------------------- | ----------------- |
| 1   | "TBA"  | James Hawes  | Chris Mundy, Tom King e Damon Lindelof | TBA               |

## Produção

### Bastidores
Greg Berlanti, o produtor de várias séries de televisão baseadas na DC Comics, anunciou que estava desenvolvendo uma série baseada nos personagens do Lanterna Verde para o serviço de streaming HBO Max em outubro de 2019. Berlanti já havia co-escrito o filme Lanterna Verde (2011). Em janeiro de 2020, ele disse que a série abrangeria várias décadas e contaria duas histórias sobre os Lanternas Verdes na Terra, bem como uma história sobre o vilão Sinestro no espaço. A série foi oficialmente escolhida para uma temporada de 10 episódios pela HBO Max em outubro. Marc Guggenheim, que também co-escreveu o filme Lanterna Verde, e Seth Grahame-Smith foram revelados como escritores da série, com Grahame-Smith atuando como showrunner. A série não poderia fazer uso dos principais Lanternas Verdes dos quadrinhos, Hal Jordan e John Stewart, porque eles estavam sendo reservados para os filmes do Universo Estendido da DC (DCEU). Em vez disso, a série foi definida para explorar outros Lanternas Verdes dos quadrinhos, incluindo Guy Gardner, Jessica Cruz, Simon Baz, Alan Scott, Kilowog e novos Lanternas Verdes criados para a série.
Em abril de 2021, foi revelado que a série se concentraria principalmente em Scott, um agente do FBI secretamente gay em 1941 que se torna o primeiro Lanterna Verde da Terra; e Gardner, uma "encarnação do hiperpatriotismo dos anos 1980", ao lado da meio alienígena Bree Jarta em 1984. Finn Wittrock foi escalado como Gardner depois que Berlanti recebeu permissão do produtor Ryan Murphy para que o ator priorizasse o Lanterna Verde em vez da planejada segunda temporada da série Ratched (2020) da Netflix de Murphy. Um ator estava em negociações para interpretar Scott. A série foi considerada a mais cara da carreira de Berlanti e deveria começar a ser filmada no final de 2021. Berlanti estava escrevendo com Grahame-Smith e Guggenheim, que estavam todos servindo como produtores executivos ao lado de Geoff Johns, Sarah Schechter, David Madden e David Katzenberg. Pornsak Pichetshote, que anteriormente atuou como editor da Vertigo Comics da DC e foi executivo da DC Entertainment supervisionando seu conteúdo televisivo, foi posteriormente revelado como parte da sala dos roteiristas também. Jeremy Irvine foi revelado como estando em negociações para interpretar Scott em maio, e foi oficialmente escalado logo depois. Lee Toland Krieger foi contratado para dirigir os dois primeiros episódios no final do mês. Em agosto de 2021, Wittrock disse que as filmagens começariam no final do ano ou no início de 2022.
Em abril de 2022, a Discovery Inc. e a WarnerMedia, empresa controladora da Warner Bros., se fundiram para se tornar a Warner Bros. Discovery (WBD), liderada pelo presidente e CEO David Zaslav. Esperava-se que a nova empresa reestruturasse a DC Entertainment e que Zaslav começasse a procurar um equivalente ao presidente da Marvel Studios, Kevin Feige, para liderar a nova subsidiária. Em junho, Irvine disse que não havia uma data de início programada para as filmagens da série e que a produção estava trabalhando para "fazer com que todas as estrelas se alinhassem". Um mês depois, a série foi reafirmada como estando em desenvolvimento, apesar do cancelamento de outros projetos da HBO Max e da DC pela WBD. Em outubro de 2022, foi revelado que Grahame-Smith havia deixado a série, que estava sendo redesenvolvida para se concentrar em John Stewart. James Gunn e Peter Safran foram anunciados como co-presidentes e co-CEOs do recém-formado DC Studios no final daquele mês. Uma semana após começarem seus novos papéis, a dupla começou a desenvolver um plano de oito a dez anos para um novo Universo DC (DCU), que seria uma "reinicialização suave" do DCEU.

### Desenvolvimento
Gunn disse em dezembro de 2022 que os personagens do Lanterna Verde seriam uma parte importante do novo DCU. Em 31 de janeiro, ele e Safran revelaram os primeiros projetos de sua lista do DCU, que começa com o Capítulo Um: Deuses e Monstros. A terceira série de televisão na lista foi Lanterns, uma nova iteração da série Lanterna Verde em desenvolvimento. Esta versão apresenta os dois Lanternas Verdes mais conhecidos, Hal Jordan e John Stewart, e Safran disse que seria uma história de detetive baseada na Terra, em vez da ópera espacial que Berlanti havia imaginado. Ele disse que a série seria "um grande evento de qualidade HBO" no estilo da série True Detective (2014-presente), e o mistério que Jordan e Stewart investigam leva ao enredo principal do DCU, então foi um projeto importante para Gunn e Safran.
Damon Lindelof foi consultado para a série como produtor em janeiro de 2024, quando foi dito que seria um projeto prioritário para o serviço de streaming Max, o sucessor do HBO Max. No mês seguinte, Chris Mundy foi contratado como showrunner enquanto Tom King, um membro da sala de roteiristas do DC Studios, também foi contratado como produtor. Gunn confirmou o envolvimento de Mundy, King e Lindelof em maio de 2024. A série recebeu um pedido direto de oito episódios do canal corporativo irmão do Max, HBO, no mês seguinte, quando Mundy foi confirmado como showrunner e produtor executivo. A mudança para a HBO foi feita depois que a WBD decidiu mudar muitas de suas séries Max de grande orçamento planejadas com base em sua própria propriedade intelectual para serem originais da HBO; Lanterns ainda seria transmitido no Max. A DC Studios estava se reunindo com possíveis diretores para o piloto da série em setembro, incluindo Stephen Williams, que trabalhou com Lindelof na minissérie Watchmen (2019), também baseada na DC Comics. Em outubro, James Hawes foi contratado para dirigir os dois primeiros episódios da série e atuar como produtor executivo.

### Roteiro
Mundy, King e Lindelof escreveram o roteiro piloto e a "bíblia" da série no final de maio de 2024, quando uma sala de escritores completa estava sendo montada. Justin Britt-Gibson, Breannah Gibson e Vanessa Baden também são escritores da série. Britt-Gibson trabalhou anteriormente com Lindelof no roteiro de um filme sem título de Star Wars.

### Elenco
Em dezembro de 2022, Gunn descartou o retorno do ator Ryan Reynolds como Hal Jordan do filme Lanterna Verde Nathan Fillion foi escalado como Guy Gardner para o filme Superman (2025) do DCU em julho de 2023, e ele era esperado para co-estrelar a série em setembro de 2024. Naquela época, foi revelado que Josh Brolin recebeu a oferta do papel de Jordan no final de agosto. O ator estava procurando um novo papel na televisão após o cancelamento de sua série Outer Range (2022–2024) e já havia interpretado o personagem da DC Comics Jonah Hex no filme de 2010 de mesmo nome. Esperava-se que Jordan fosse o parceiro rude e mais velho, semelhante a Roger Murtaugh de Danny Glover nos filmes Máquina Mortífera. A DC Studios estava procurando escalar um ator negro mais jovem e "de cara nova" como John Stewart, que deveria estar na casa dos 20 anos. Matthew McConaughey e Ewan McGregor também estavam em consideração para Jordan se um acordo com Brolin não pudesse ser finalizado. Brolin recusou o papel logo após seu envolvimento potencial ser relatado, dizendo que "não deu certo", e McConaughey também não era esperado para ser escalado.
Kyle Chandler estava em negociações para interpretar Jordan até o final de setembro, enquanto Aaron Pierre e Stephan James estavam na disputa para interpretar Stewart. Gunn quase escalou Pierre como Adam Warlock em seu filme do Universo Cinematográfico Marvel (MCU), Guardiões da Galáxia Vol. 3 (2023), e o ator anteriormente interpretou Dev-Em na série Krypton da DC (2018-19). Damson Idris também estava na lista para interpretar Stewart antes que um conflito de agenda surgisse. Os testes de tela com Pierre e James foram realizados no início de outubro com Chandler. Em 9 de outubro, Pierre foi escalado como Stewart e Chandler foi confirmado para ser Jordan. Kelly Macdonald foi escalada para o papel principal do xerife Kerry no final do mês. Garret Dillahunt e Poorna Jagannathan foram escalados para os principais papéis recorrentes de William Macon e Zoe, respectivamente, em novembro. Ulrich Thomsen foi escalado em janeiro de 2025 para aparecer na série como Thaal Sinestro.

### Filmagens
As filmagens principais começaram em 14 de fevereiro de 2025, ocorrendo em Los Angeles, Califórnia, até 1º de julho de 2025, sob o título provisório Latitude. As filmagens deveriam ocorrer em Atlanta, Geórgia, de janeiro a junho daquele ano.

## Lançamento
Lanterns está programado para ir ao ar na HBO e transmitido no Max no início de 2026, e consistirá em oito episódios. Gunn disse em novembro de 2024 que pretendia que a série fosse lançada na mesma época do filme Supergirl, que estava programado para ser lançado em junho de 2026. Fará parte do Capítulo Um do DCU: Deuses e Monstros.